# Kristian II:s arkiv
Kristian II:s arkiv kallas den betydande samling av statshandlingar rörande de tre nordiska rikena, som dels kung Kristian II själv tog med sig i landsflykten till Nederländerna (1523), dels hans anhängare, i synnerhet svenske ärkebiskopen Gustaf Trolle och norske ärkebiskopen Olaf Engebretssøn, medförde till honom ur de respektive rikena. 
Bland de viktiga svenska handlingar, som fördes ur riket, kan särskilt nämnas Registrum regni eller "Riksens register", ett riksregistratur från medeltiden. Redan på 1660-talet gjordes från svensk sida resultatlösa försök att återförvärva de svenska handlingarna. Arkivets öden var länge okända, tills det i början av 1800-talet av en tillfällighet påträffades vid flyttning av provinsarkivet i Amberg (fordom huvudstad i övre Pfalz), dit det kommit genom Kristian II:s dotters gifte med pfalzgreven Fredrik. Bayerska regeringen förklarade sig 1829 villig att återlämna de handlingar och dokument, som rörde Sverige och Norge, och Kristianiaprofessorn G. F. von Lundh fick i uppdrag att som norska regeringens kommissarie deltaga i utsovringen av de utlovade handlingarna, varvid han genom att med självtagen myndighet avge förbindelser å svenska kronans vägnar lyckades utverka, att hela samlingen, omfattande 4,430 nummer, utlämnades odelad till honom. Den fördes till Kristiania, och där företogs 1834 efter många förvecklingar en delning så, att Norge tillerkändes 3 802, Danmark 347 och Sverige 280 nummer. (Det svenska ombudet vid delningen, N.J. Ekdahl, hade föreslagit Sveriges andel till 638 nummer.) Den i Bayern påträffade samlingen innehöll emellertid inte hela arkivet; så saknas exempelvis det ovannämnda "Registrum regni". De flesta och viktigaste handlingarna har utgivits av Ekdahl i Christiern II:s arkiv (3 delar, 1835-36) och av K. F. Allen i "Breve og aktstykker til oplysning af Christiern II:s og Frederik I:s historie" (1854).
Sveriges andel överlämnades 1929 till Danmark i utbyte mot det så kallade Sturearkivet.